# 伊灰蝶屬 (眼灰蝶族)
伊灰蝶屬（Lineblue，學名：Ionolyce）是灰蝶科眼灰蝶亞科中的一個屬。分佈在東洋界及澳新界。

## 物種
- 淡伊灰蝶 （Ionolyce brunnescens） Tite, 1963
- 伊灰蝶 （Ionolyce helicon） (Felder, 1860)
- Ionolyce selkon Parsons, 1986